# Hoath
Hoath est une localité du comté du Kent, en Angleterre.